# Lista över avsnitt av Itchy & Scratchy
Detta är en avsnittslista över avsnitt av Itchy & Scratchy i den amerikanska animerade serien Simpsons. Förutom i tv-serien har de avsnitt också producerats för The Simpsons: Filmen, The Simpsons Shorts, attraktionen The Simpsons Ride, spelen The Simpsons: Road Rage och The Simpsons Hit & Run, trailer på Sky One och reklamfilmer för Butterfinger. 

## Avsnitt
| Nr                                             | Avsnitt                                                 |
| ---------------------------------------------- | ------------------------------------------------------- |
| "The Itchy & Scratchy Movie 1"                 | Itchy and Scratchy: The Movie                           |
| "The Itchy & Scratchy Movie 2"                 | The Simpsons: Filmen                                    |
| "100-Yard Gash"                                | Lisa's First Word                                       |
| "500 Easy Pieces"                              | Butterfinger                                            |
| "500-Yard Gash"                                | The Simpsons Hit & Run                                  |
| "Aah! Wilderness!"                             | Boy-Scoutz n the Hood                                   |
| "A Briss Before Dying"                         | Today I Am a Clown                                      |
| "Bang the Cat Slowly"                          | Stark Raving Dad                                        |
| "Battle of Slaughter-Loo"                      | The Wandering Juvie                                     |
| "The Beagle Has Landed"                        | The Itchy & Scratchy & Poochie Show                     |
| "Bleeder of the Pack"                          | C.E. D'oh                                               |
| "The Buck Chops Here"                          | Burns' Heir                                             |
| "Burning Down the Mouse"                       | Homer Goes to College                                   |
| "Burning Love"                                 | Krusty Gets Busted                                      |
| "Butter Off Dead"                              | Little Girl in the Big Ten                              |
| "Candle in the Wound"                          | Treehouse of Horror IX                                  |
| "Cat Splat Fever"                              | Radio Bart                                              |
| "Come Flay with Me"                            | He Loves to Fly and He D'ohs                            |
| "Circus of the Scars"                          | The Bart Wants What it Wants                            |
| "Deaf Comedy Blam!"                            | In Marge We Trust                                       |
| "diePod Slaylist"                              | Mypods and Boomsticks                                   |
| "Esophagus Now"                                | Lisa the Vegetarian                                     |
| "Field of Screams (Part 1)"                    | Itchy & Scratchy & Marge                                |
| "Field of Screams (Part 2)"                    | Like Father, Like Clown                                 |
| "Flay Me To The Moon"                          | Homer the Heretic Another Simpsons Clip Show            |
| "Foster Pussycat! Kill! Kill!"                 | Home Sweet Homediddly-Dum-Doodily                       |
| "From Here To Infirmity"                       | HOMR                                                    |
| "Four Funerals and a Wedding"                  | A Star Is Burns                                         |
| "Germs of Endearment"                          | Marge in Chains                                         |
| "The Glass Moan-agerie"                        | Girly Edition                                           |
| "Good Cats, Bad Choices"                       | Bart After Dark                                         |
| "House of Pain or This Old House"              | Burns Verkaufen der Kraftwerk                           |
| "Hold that Feline"                             | Itchy & Scratchy & Marge                                |
| "I'm Getting Buried in the Morning"            | Bart's Friend Falls in Love                             |
| "Itchy & Scrathy: Butterfinger Test"           | Butterfinger                                            |
| "Itchy & Scratchy meet Fritz the Cat"          | The Day the Violence Died                               |
| "Itchy & Scratchy Movie Trailer"               | Itchy & Scratchy: The Movie                             |
| "Itchy the Lucky Mouse in: Manhattan Madness"  | The Day the Violence Died                               |
| "Kitchen Kut-Ups"                              | Itchy & Scratchy & Marge                                |
| "Kitty-Kill Condition"                         | The Heartbroke Kid                                      |
| "Kitty Kitty Bang Bang"                        | Brother from the Same Planet                            |
| "Koyaanis-Scratchy: Death out of Balance"      | Stealing First Base                                     |
| "Let them Eat Scratchy"                        | Bart Gets an F                                          |
| "Little Barbershop of Horrors"                 | The Front                                               |
| "Messenger of Death"                           | Itchy & Scratchy & Marge                                |
| "Moo Goo Gai Pain"                             | Milhouse Doesn't Live Here Anymore                      |
| "Mouse M.D."                                   | Postcards from the Wedge                                |
| "My Bloody Valentine"                          | I Love Lisa                                             |
| "My Dinner With Itchy"                         | Homer Defined                                           |
| "Nazi Supermen are our Superiors"              | Itchy & Scratchy Land                                   |
| "O Solo Meow"                                  | When Flanders Failed                                    |
| "Par for the Corpse"                           | Blame it on Lisa                                        |
| "Pinitchio"                                    | Itchy and Scratchy Land                                 |
| "Planet of the Aches"                          | Bart of Darkness                                        |
| "Porch Pals"                                   | Itchy & Scratchy & Marge                                |
| "Remembrance of Things Slashed"                | The Day the Violence Died                               |
| "Reservoir Cats"                               | Simpsoncalifragilisticexpiala(Annoyed Grunt)cious       |
| "Safety First"                                 | The Simpsons Ride                                       |
| "Scar Trek: The Next Laceration"               | Deep Space Homer                                        |
| "Scratch-tasia"                                | Itchy & Scratchy Land                                   |
| "Screams From a Mall"                          | The Front                                               |
| "Skinless in Seattle"                          | Bart Sells His Soul                                     |
| "Slaughter is the Best Medicine"               | Sky One                                                 |
| "The Sound of Silencers"                       | Bart the Murderer                                       |
| "Spay Anything"                                | Cape Feare                                              |
| "Spherical on 34th Street"                     | Funeral for a Fiend                                     |
| "Steamboat Itchy"                              | Itchy and Scratchy: The Movie The Day the Violence Died |
| "Sundae Bloody Sundae"                         | Oh Brother, Where Art Thou?                             |
| "Tears Of A Clone"                             | Little Big Mom                                          |
| "That Happy Cat"                               | Itchy and Scratchy: The Movie                           |
| "To Kill a Talking Bird"                       | Jaws Wired Shut                                         |
| "The Un-Natural"                               | I Don't Wanna Know Why the Caged Bird Sings             |
| "What's Nuked, Pussycat?"                      | Fraudcast News                                          |
| Regissör & Författare: Mr Burns.               |                                                         |
| "Why Do Fools Fall in Lava?"                   | The Itchy & Scratchy & Poochie Show                     |
| "Saknar titel"                                 | A Star is Torn                                          |
| "Saknar titel"                                 | The Bart Simpson Show                                   |
| "Saknar titel"                                 | The Day the Violence Died                               |
| "Saknar titel"                                 | The Girl Who Slept Too Little                           |
| "Saknar titel"                                 | Itchy & Scratchy & Marge                                |
| "Saknar titel"                                 | Itchy & Scratchy & Marge                                |
| "Saknar titel"                                 | The Itchy & Scratchy & Poochie Show                     |
| "Saknar titel"                                 | The Itchy & Scratchy & Poochie Show                     |
| "Saknar titel"                                 | Itchy and Scratchy: The Movie                           |
| "Saknar titel"                                 | There's No Disgrace Like Home                           |
| "Saknar titel"                                 | E.T. Go Home {Treehouse of Horror XVIII}                |
| "Saknar titel"                                 | TV Simpsons                                             |
| "Saknar titel"                                 | Simpsons Christmas                                      |
| "Saknar titel"                                 | The Simpsons: Road Rage                                 |
| "Saknar titel"                                 | Whacking Day                                            |
| Regissör: Oliver Stone.                        |                                                         |
| "Saknar titel"                                 | You Kent Always Say What You Want                       |
| Triva: Rösterna och effekterna görs av Krusty. |                                                         |